# Hans Groß (Politiker)
Hans Groß (* 24. Februar 1925 in Bubach; † Juni 2000) war ein deutscher Politiker der CDU.

## Leben
Groß machte die Lehre zum Karosserieklempner und nahm von 1942 bis 1945 am Krieg teil. Von 1948 an arbeitete er als Bergmann in der Grube Reden, von 1952 bis 1961 saß er dort auch im Betriebsrat.
1955 trat Groß in die CDU ein. Nur ein Jahr später zog er erstmals in den Gemeinderat von Bubach-Calmesweiler ein. 1961 erfolgte die Wahl zum Bürgermeister der Gemeinde, nachdem diese im Zuge der Gebietsreform nach Eppelborn eingemeindet wurde, amtierte er noch als Ortsvorsteher. Von 1964 bis 1968 war er erstes Beigeordneter des Amtes Eppelborn, später Fraktionsvorsitzender der Gemeinderatsfraktion der CDU, daneben gehörte er auch dem Kreistag des Landkreises Ottweiler bzw. Neunkirchen an. 1975 wurde Groß erstmals in den Saarländischen Landtag gewählt, dem er bis 1990 angehörte. Im Landesparlament gehörte er den Ausschüssen für Inneres und für Grubensicherheit an.
Groß war verheiratet und hatte drei Kinder.

## Ehrungen
- Saarländischer Verdienstorden, verliehen am 7. Januar 1991[1]
- Im Ortsteil Bubach-Calmesweiler erinnert die Hans-Groß-Straße an ihn.